# Boharevycja
Boharevycja, česky dříve také Bogarevice nebo Bogarovice, ukrajinsky Богаревиця, maďarsky Falucska,  je část obce Kamjanske, v Zakarpatské oblasti Ukrajiny,  v okrese Berehovo, v kamjanském jednotném územním společenství (hromadě). V roce 2025 zde žilo 513 obyvatel.

## Historie
První písemná zmínka o této obci pochází z roku 1412. Do uzavření Trianonské smlouvy byla obec součástí Uherska. Poté byla součástí Československa. V roce 1921 zde žilo 597 obyvatel, z toho 519 Rusínů, 14 Maďarů a 64 Židů. V roce 1939 byla obec okupována Maďarskem. Od roku 1945 byla součástí Ukrajinské sovětské socialistické republiky, která byla součástí SSSR. Od roku 1991 je součástí nezávislé Ukrajiny.